# Yuntai Sun
Pour les articles homonymes, voir Sun.
Yuntai Sun  ou Suan Yuntai (孙云台) est un peintre de paysages,  chinois du XXe siècle né en 1913 à Shandong (province de l'est de la Chine, sur la mer Jaune et la mer de Bohai) et mort en 2005.

## Biographie
Yuntai Sun séjourne à Moscou en 1931, pour étudier la peinture.

Depuis, jusqu'en 1950, il participe à des expositions collectives dans cette même ville ainsi qu'à Tokyo.

L'Association Diaoyutai de Pékin rassemble plus de Vingt de ses œuvres entre 1950 et 1970. Il est invité avec d'autres grands artistes contemporains à participer à une œuvre colossale « Forêt » destinée au Grand Palais du Peuple de Pékin. Sa carrière est mise en sommeil durant la période de la Révolution culturelle et ce n'est qu'en 1992 qu'une nouvelle exposition personnelle a lieu à Taipei, suivie d'une autre à Hong Kong.